# Jacques Lemarchand
Pour les articles homonymes, voir Lemarchand.
Jacques Lemarchand (12 juin 1908 -27 février 1974) est un écrivain français, également directeur de collection chez Gallimard et critique dramatique.

## Biographie
Originaire du Bordelais, il a commencé à écrire dès 1927 en collaborant à La Revue libre, fondée à Bordeaux par Raymond Guérin. Il rédigea sous pseudonyme, pour vivre, au début des années 1930, des romans populaires.
Son premier roman, RN 234, a été publié sous son nom, en 1934, puis il écrit Conte de Noël en 1937, Geneviève ainsi que Parenthèse en 1944. Pendant la guerre il est « chômeur intellectuel » et fréquente Jean Tardieu. Il entre en 1943 comme lecteur aux éditions Gallimard, grâce à Jean Paulhan.
À la Libération, membre du comité de lecture, Jacques Lemarchand est aussi critique théâtral du journal Combat, dirigé par son ami Albert Camus. De 1950 à son trépas, il sera l’un des piliers du Figaro, tout en donnant à La Nouvelle Revue française des chroniques théâtrales de 1954 à 1958. Esprit indépendant et incisif, il favorisa la décentralisation du théâtre en France, préfaçe des éditions de Pierre Corneille, Jean Racine, Henrik Ibsen, Eugène Ionesco, et soutint Arthur Adamov, Jacques Audiberti, Samuel Beckett, René Kalisky, Anna Langfus, Jean Vauthier et Marguerite Duras. C'est aussi lui qui ne cessera de refuser les romans de Boris Vian, malgré l'avis positif de Raymond Queneau.
Ce fut un fidèle du festival d'Avignon et du TNP de Jean Vilar. Membre du prix de la Pléiade, il a participé à de nombreuses émissions de radio dans les années 1950-60. En 1971, il reçut le Grand Prix national du Théâtre, premier critique ainsi honoré.

## Œuvre
- Le théâtre nouveau (1947-1968), Paris, Éditions Gallimard, coll. « Les Cahiers de la NRF », 2009, 448 p. (ISBN 978-2-07-012227-1)
- Journal 1942-1944, édition établie, introduite et annotée par Véronique Hoffmann-Martinot, avec le concours de Guillaume Louet, Paris, Éditions Claire Paulhan, 2012, 672 p.,  (ISBN 978-2-912222-40-4)[1].
- Journal 1944-1952, édition établie, introduite et annotée par Véronique Hoffmann-Martinot, Paris, Éditions Claire Paulhan, 2016, 464 p.  (ISBN 978-2-912222-5-65)[2].
- Journal 1954-1960, édition établie, introduite et annotée par Véronique Hoffmann-Martinot, Paris, Éditions Claire Paulhan, 2020, 472 p. (ISBN 978 2 912222 69 5)[3].